# ОСА
ОСА - програмне забезпечення для обробки та аналізу даних соціологічних та маркетологічних досліджень, що була створена у 1989 році за підтримки Інституту соціології НАН України. 

## Історія створення програми
В 1989 році була розроблена комп'ютерна технологія статистичного аналізу даних - ОСА. У 2001 році була написана перша версія OCA для Windows. Комп'ютерна складова технології (ПЗ ОСА) стала використовуватись по всій території України, а також, в інших країнах СНГ. Маркетингові компанії України використовують технологію системи ОСА у своїй роботі. Поява ПЗ ОСА якісно змінило зміст курсів з обробки даних в соціології. 
У 2004 році автори проекту виводять на ринок нову технологію - ОСА New Line. Основу технології OCA New Line складає "платформа", відпрацьована методично в ОСА для DOS і реалізована вже на новій технічній основі в ОСА для Windows.

## Програмні технології на платформі ОСА
На платформі ОСА існують наступні програмні технології.
Збір і введення даних: 
- OCA MakeForm - модуль введення даних в комп'ютер.
- OCA CATI - набір програм дозволяють проводити телефонні опитування за допомогою комп'ютера.
- OCA MakeFormPsy - програма для проведення різного роду тестів (наприклад, психологічних тестів).

Робота з даними:
- OCA for Windows - програма призначена для статистичного аналізу результатів соціологічних і маркетингових опитувань.

Передача даних замовнику: 
- OCA New Line - оболонка для роботи з проектами різної структури (моніторинги, трекінгу, панелі, щоденники тощо), що володіє можливістю генерувати звіти по попередньо описаним шаблонам, підтримка не тільки формату даних ОСА, але й формату SPSS, можливість відображення результатів на інтерактивних картах-схемах.
- OCA New Line Technology - набір програм для підготовки даних для їх подальшого аналізу в оболонці OCA New Line.

Публікація даних в Internet: 
- OCA Online - система, що дозволяє розміщувати дані в мережі Internet і аналізувати їх, використовуючи звичайний браузер.

Інше:
- SPSS to OCA - конвертор з формату статистичного пакету SPSS (sav-файлу) у формат ОСА (frm-файл).
- OCA ВІКІНГ - набір програм, що дозволяють вести аналіз якісної текстової інформації (глибинні інтерв'ю, фокус-групи тощо). На сьогоднішній день ВІКІНГ інтегрований в OCA for Windows і не існує у вигляді окремої програми.
- OCA DataCorrector - програма-інтерпретатор мови команд ОСА, що дозволяє проводити логічний контроль введеної інформації, будувати нові ознаки і прекодовувати вже наявні, реструктурувати масиви на основі заздалегідь написаних завдань. На сьогоднішній день DataCorrector інтегрований в OCA for Windows і не існує у вигляді окремої програми[1].

## Співавтори
- Горбачик Андрій Петрович
- Горбачик Олексій Андрійович